# اوا دا کروز
اوا دا کروز (انگلیسی: Ewa Da Cruz؛ زادهٔ ۱۹۷۶ (۴۸–۴۹ سال)) یک هنرپیشه اهل ایالات متحده آمریکا است.
از فیلم‌ها یا برنامه‌های تلویزیونی که وی در آن نقش داشته است می‌توان به بلا و تنگ ماهی اشاره کرد.